# Кубок світу з біатлону 2013—2014, мас-старт, жінки
Залік гонок із масовим стартом серед жінок у рамках Кубка світу з біатлону 2013-14 складається з 3 гонок. Свій титул володарки малого кришталевого глобусу відстоюватиме норвежка Тура Бергер.

## Формат
У гонках з масовим стартом беруть участь 30 біатлоністок, стартуючи водночас. Переможцем стає та з них, яка першою перетне фінішну лінію. Гонка проводиться на дистанції 12,5 км, спортсменки долають 5 кіл і чотири рази виконують стрільбу: двічі з положення лежачи й двічі з положення стоячи. Перша стрільба виконується на установці, що відповідає стартовому номеру спортсменки, далі - в порядку прибуття біатлоністок на стрільбу. На кожній стрільбі біатлоністка повинна влучити в 5 мішеней. За кожен невлучний постріл вона карається додатковим колом довжиною 150 м.

## Переможці й призери гонок
| Гонка:                                                                 | Золото:                       | Час               | Срібло:                    | Час               | Бронза:                  | Час               |
| Обергоф Протокол [Архівовано 1 квітня 2016 у Wayback Machine.]         | Тура Бергер Норвегія          | 37:59.0 (1+0+0+0) | Сіннове Солемдаль Норвегія | 38:16.5 (0+0+0+0) | Дарія Домрачова Білорусь | 38:16.8 (0+0+1+1) |
| Поклюка Протокол [Архівовано 12 березня 2014 у Wayback Machine.]       | Дарія Домрачева Білорусь      | 36:16.4 (0+1+0+1) | Кайса Мякяряйнен Фінляндія | 36:38.6 (0+1+1+0) | Ольга Зайцева Росія      | 36:52.3 (0+0+1+0) |
| Хольменколлен Протокол [Архівовано 23 березня 2014 у Wayback Machine.] | Анастасія Кузьміна Словаччина | 39:44.8 (1+2+1+0) | Тея Грегорін Словенія      | 39:48.6 (0+0+1+1) | Марі Дорен-Абер Франція  | 39:53.1 (1+2+0+0) |

## Поточна таблиця
| #  | Біатлоністка                     | РУП | ПОК | ХОЛ | Разом |
| -- | -------------------------------- | --- | --- | --- | ----- |
|    | Дарія Домрачова (BLR)            | 48  | 60  | 43  | 151   |
| 2  | Анастасія Кузьміна (SVK)         | 36  | 43  | 60  | 139   |
| 3  | Кайса Мякяряйнен (FIN)           | 40  | 54  | 36  | 130   |
| 4  | Тура Бергер (NOR)                | 60  | 34  | 27  | 121   |
| 5  | Ольга Вілухіна (RUS)             | 32  | 38  | 32  | 102   |
| 6  | Андреа Генкель (GER)             | 43  | 29  | 28  | 100   |
| 7  | Ольга Зайцева (RUS)              | —   | 48  | 40  | 88    |
| 8  | Тіріл Екгофф (NOR)               | 29  | 40  | 18  | 87    |
| 9  | Юлія Джима (UKR)                 | 34  | 32  | 17  | 83    |
| 10 | Селіна Гаспарен (SUI)            | 24  | 25  | 30  | 79    |
| 11 | Кристина Палка (POL)             | 38  | 19  | 19  | 76    |
| 12 | Вероніка Віткова (CZE)           | 17  | 30  | 29  | 76    |
| 13 | Валя Семеренко (UKR)             | 26  | 27  | 22  | 75    |
| 14 | Лаура Дальмаєр (GER)             | 22  | 13  | 38  | 73    |
| 15 | Франціска Гільдебранд (GER)      | 31  | 26  | 16  | 73    |
| 16 | Тея Грегорін (SLO)               | —   | 18  | 54  | 72    |
| 17 | Франціска Пройс (GER)            | 20  | 20  | 25  | 65    |
| 18 | Анаїс Бескон (FRA)               | 11  | 21  | 31  | 63    |
| 19 | Яна Романова (RUS)               | 23  | 23  | 14  | 60    |
| 20 | Вероніка Новаковска-Зємняк (POL) | 12  | 28  | 15  | 55    |
| 21 | Доротея Вірер (ITA)              | 18  | 24  | 13  | 55    |
| 22 | Сіннове Солемдаль (NOR)          | 54  | —   | —   | 54    |
| 23 | Габріела Соукалова (CZE)         | 28  | —   | 24  | 52    |
| 24 | Марі Дорен-Абер (FRA)            | —   | —   | 48  | 48    |
| 25 | Росанна Кроуфорд (CAN)           | —   | 11  | 34  | 45    |
| 26 | Наталія Бурдига (UKR)            | 30  | 14  | —   | 44    |
| 27 | Фанні Горн (NOR)                 | —   | 22  | 21  | 43    |
| 28 | Анн Крістін Флатланд (NOR)       | 16  | —   | 26  | 42    |
| 29 | Надія Скардіно (BLR)             | —   | 36  | —   | 36    |
| 30 | Людмила Калінчік (BLR)           | —   | 31  | —   | 31    |
| #  | Біатлоністка                     | РУП | ПОК | ХОЛ | Разом |
| 31 | Олена Підгрушна (UKR)            | 27  | —   | —   | 27    |
| 32 | Елізе Рінґен (NOR)               | 25  | —   | —   | 25    |
| 33 | Сюзан Данклі (USA)               | —   | —   | 23  | 23    |
| 34 | Еліза Гаспарен (SUI)             | 21  | —   | —   | 21    |
| 35 | Зіна Кочер (CAN)                 | —   | —   | 20  | 20    |
| 36 | Еві Захенбахер-Штеле (GER)       | 19  | —   | —   | 19    |
| 37 | Катаріна Іннергофер (AUT)        | —   | 17  | —   | 17    |
| 38 | Магдалена Гвіздон (POL)          | —   | 16  | —   | 16    |
| 39 | Дарія Віролайнен (RUS)           | —   | 15  | —   | 15    |
| 40 | Катерина Шумілова (RUS)          | 15  | —   | —   | 15    |
| 41 | Ірина Старих (RUS)               | 14  | —   | —   | 14    |
| 42 | Марін Болльє (FRA)               | 13  | —   | —   | 13    |
| 43 | Анна Карін Стремстедт (SWE)      | —   | —   | 12  | 12    |
| 43 | Яна Герекова (SVK)               | —   | 12  | —   | 12    |
| 45 | Андрея Малі (SLO)                | —   | —   | 11  | 11    |

## Виноски
1. ↑  Standings Mass start  women. Архів оригіналу за 1 березня 2011. Процитовано 6 січня 2014.